# Paolo Porpora
Pour les articles homonymes, voir Porpora (homonymie).
Paolo Porpora (né vers 1617 à Naples et mort en 1673 à Rome) est un peintre italien du XVIIe siècle, de la fin de la période baroque, se rattachant à l'école napolitaine.

## Biographie

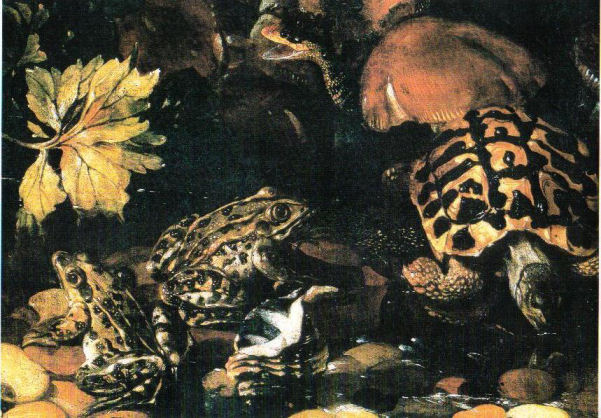
Reptiles (détail) Musée de Capodimonte, Naples

Paolo Porpora fut principalement actif à Naples et spécialisé dans les tableaux floraux et les natures mortes. Il fut élève de Giacomo Recco, le père de Giuseppe Recco, et aurait travaillé sous Aniello Falcone. Il s'est joint à l'Accademia di San Luca de 1656 à 1658.
Giovanni Battista Ruoppolo fut de ses élèves.

## Œuvres
- Un Mulet, un chapon, une vive, deux coquillages et un médaillon, huile sur toile - 48 cm × 74 cm, collection particulière.
- Des Roses cent-feuilles, coquillages, tortues, serpentin et papillon dans un paysage, huile sur toile - 73 cm × 130 cm, collection particulière.
- Reptiles, musée Capodimonte de Naples
- Nature morte avec une chouette et un ibis, toile, 74 × 98 cm, musée du Louvre[1]
- Fleurs avec une coupe de cristal, v. 1655, huile sur toile, 148 × 113 cm, musée Capodimonte de Naples[2]